# Rapmasters
Rapmasters byla česká skupina hrající taneční muziku s příměsí techna a hiphopu.
Jiří Mařík: "Kapela Rapmasters vzešla plynule z kapely Spodní Voda. Zbyšek Lavička – člen Spodní Vody přearanžoval několik skladeb a J. Bell k nim napsal lehké texty. Do té doby jsme hodně politizovali, protože to bylo předrevoluční období 1988-1990. Zbyšek poslal tři skladby do soutěže Zlatý Ambrož časopisu Filip pro náctileté a tu soutěž posléze Rapmasters vyhráli. Mně se to velmi líbilo, a tak jsem se rozhodl, že jim budu dělat managera. Po roce Zbyšek ze skupiny odešel, protože honoráře byly směšné a on se chtěl hudbou živit. Nastoupil jsem na jeho místo. Skupina měla raketový nástup popularity. A nás začaly oslovovat televize, hrála nás rádia. Nasbírali jsme pár cen v anketách, zejména dvakrát bronzový Otto časopisu Bravo. Sjezdili jsme koncertně celé tehdejší Československo."

## Diskografie

### 1991 Si upad CD
1. Fajn rap
2. Si upad
3. Tak tancuj
4. Síť na prachy
5. Rum a mlíko
6. Praha plná keců
7. T-Techno
8. Afrikou jdou
9. Pouliční dáma
10. Šedá eminence

### 1993 skandál CD
1. Prezident
2. Slizkej had
3. Expres snů
4. Kdyby 1000 trumpet
5. Noc, anebo den
6. Mám rád (tvůj sex)
7. Žádnej skandál
8. K4L
9. Nákaza
10. Klid po bouři

### 1995 3 na 3 CD
1. Kdo se směje naposled
2. Bohové jsou šílený
3. Bill Tvrdej
4. Jen tak si zavrzat
5. Pár slov
6. Jak prasata v žitě
7. AL a GIN
8. To je von
9. Nebudem
10. Boom Boom

### 1996 Blanko nebuď kráva CD
1. Tlustý holky
2. Blanka
3. Stará mě buší
4. Soused
5. Bez tebe
6. Gagarin
7. Tlusťošky
8. Sklapni baby
9. Vysavač
10. Dechno

### 1998 Rány pěstí CD
1. Lež a pravda
2. Milion
3. Slovo jako olovo
4. Proč na nás holky nejdou
5. Pořádek do chaosu (diss na CHAOZZ)
6. Žízeň
7. Červená řeka
8. Povedená kalba
9. Rodina
10. Rány pěstí
11. Lež a pravda (Alladin version)